# Carlo Boszhard

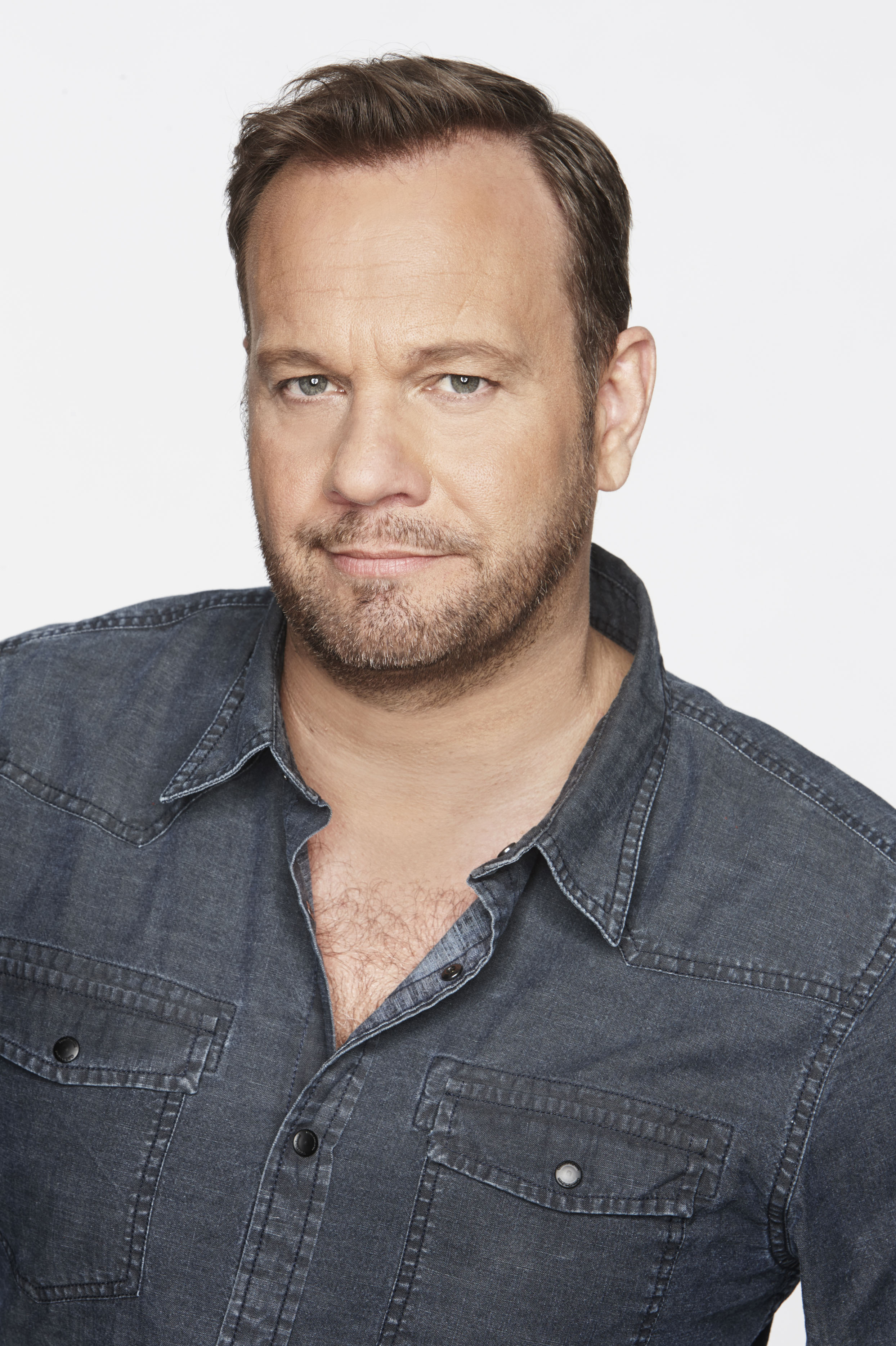
Carlo Boszhard

Carlo Boszhard (* 26. Juni 1969 in Amsterdam) ist ein niederländischer Fernsehmoderator.

## Karriere
Er begann seine Karriere 1989 beim niederländischen Fernsehen AVRO mit dem Programm Pauze TV. 1991 wechselte er zum Sender RTL4 und moderierte dort zusammen mit Irene Moors die Musiksendung Hitbingo. 1993 folgte die gemeinsame Moderation des erfolgreichen Kinderprogramms Telekids, welches bis Oktober 1999 jeden Samstagmorgen live gesendet wurde. Die gemeinsame Arbeit des Erfolgsduos Boszhard/Moors war damit aber nicht beendet. Im Herbst 2000 folgte das Koch- und Lifestyleprogramm Life & Cooking, das bis 2009 jeden Sonntagnachmittag bei RTL 4 zu sehen war, sowie 2003 De Carlo & Irene Show.
Weiterhin moderierte Carlo unter anderem die Sendungen Sterrengeheimen (1996), Liefde op het eerste gezicht (1996), Monte Carlo (1998–2002), Ja, ik wil een miljonair (2000), Welkom op je bruilof (2001), McCarlo (2002), Cash & Carlo (2002–2004), sowie 2006 Staatsloterij €100.000 Show und Gelukkig je bent er.
Neben seiner Arbeit für das Fernsehen steht Carlo auch als Musicaldarsteller auf der Bühne. 2002 als DJ Monty in Saturday Night Fever, von Oktober 2005 bis Januar 2007 als Lumière in Beauty and the Beast und von 2008 bis 2009 als Thénardier im Musical Les Misérables.